# Abel Kiviat
Abel Richard Kiviat (Manhattan, 23 juni 1892 – Lakehurst, 24 augustus 1991), was een Amerikaanse atleet.

## Biografie
Kiviat liep in 1912 driemaal een wereldrecord op de 1500 meter,
Kiviat nam deel aan het atletiek op de Olympische Zomerspelen 1912, zijn enige deelname aan een OS en won bij het nummer 3.000 meter voor teams de gouden medaille en de zilveren medaille op de 1500 meter. Kiviat nam ook deel aan de olympische demonstratie wedstrijd Honkbal.
Kiviat was op het einde van zijn leven de oudste levende olympisch kampioen.

## Persoonlijke records
| Onderdeel | Prestatie | Jaar |
| --------- | --------- | ---- |
| 1500 m    | 3.55,8    | 1912 |
| mijl      | 4.15,6    | 1912 |

## Palmares

### 1.500 meter
- 1912:  OS - 3.56,9

### 3.000 meter team
- 1912:  OS - 9 punten

1912: Tell Berna, George Bonhag, Abel Kiviat, Louis Scott, Norman Taber ·
1920: Horace Brown, Michael Devaney, Ivan Dresser, Arlie Schardt, Lawrence Shields ·
1924: Elias Katz, Frej Liewendahl, Paavo Nurmi, Ville Ritola, Eino Seppälä, Sameli Tala
- Bibliothèque nationale de France: cb14975847s (data)
- Gemeinsame Normdatei: 140744207
- International Standard Name Identifier: 0000 0000 4065 3744
- Library of Congress Control Number: n2009000080
- Nationale Bibliotheek van Israël: 987010632309105171
- Virtual International Authority File: 29017741